# فینال جام حذفی فوتبال انگلستان ۱۹۶۷
فینال جام حذفی فوتبال انگلستان ۱۹۶۷، رقابت پایانی جام حذفی فوتبال انگلستان در سال ۱۹۶۷ میلادی است که مابین دو تیم باشگاه فوتبال تاتنهام و باشگاه فوتبال چلسی در ورزشگاه ومبلی لندن برگزار شده‌است.
این مسابقه که در تاریخ ۲۰ مه ۱۹۶۷ انجام شده‌است با نتیجه ۲ بر ۱ به سود تیم باشگاه فوتبال تاتنهام به پایان رسید.